# Megan Lee (Schachspielerin)
Megan Lee (* 13. Juli 1996) ist eine US-amerikanische Schachspielerin und Internationaler Meister der Frauen. Sie gewann die Washington State Championship 2020 und 2022 sowie die U.S. Women's Open 2019. Zuvor gewann Lee 2013 die North American Youth U18 Girls Championship und 2009 die Kasparov All-Girls Nationals Championship. Bei der US-Frauenschachmeisterschaft 2021 belegte sie mit einer Punktzahl von 4/11 Punkten punktgleich den 10. Platz. Im Jahr 2022 belegte sie bei der US-Frauenschachmeisterschaft mit 7/13 Punkten den 5. Platz. In der United States Chess League 2013 spielte Lee für die Seattle Sluggers.
Sie machte ihren Abschluss an der Newport High School in Bellevue (Washington), nachdem sie deren Schachmannschaft zum Gewinn der Washington High School State Team Championship 2014 geführt hatte. Lee schloss ihren BFA in Industriedesign an der Rhode Island School of Design mit einem Nebenfach in Kunstgeschichte ab. Außerhalb des Schachsports betreibt sie zwei kleine Unternehmen, eine Stickerei und eine Lifestyle-Marke, Snippet Studios.